# Колонія Сантьяго
18°11′ пн. ш. 77°24′ зх. д. / 18.18° пн. ш. 77.4° зх. д.
Сантьяго (ісп. Santiago) — іспанська колонія в Вест-Індії, частина віце-королівства Нова Іспанія, нині — територія острова Ямайка.

## Доколумбова Ямайка
Близько 650 року Ямайка колонізована переселенцями з Південної Америки. Найбільш ранні стоянки цих переселенців — мисливців на черепах і рибалок — були знайдені в графстві Мідлсекс у центрі острова. Близько 950 року люди культури Meillacan оселилися на обох узбережжях Ямайки, асимілювавшись із корінними жителями.
Культура таїно утвердилася на Ямайці близько 1200 року. Вони принесли з Південної Америки систему обробітку маніока, відомого як «conuco». Для збагачення ґрунту таїно спалювали чагарники і дерева, і насипали великі кургани з попелу, на яких садили маніок. Таїно жили у великих круглих житлах (bohios), побудованих із дерева і критих соломою і пальмовим листям. Таїно говорили на аравакських мовах і не мали писемності. Деякі зі слів, використовуваних ними, таких як Barbacoa («барбекю»), Hamaca («гамак»), Kanoa («каное»), Tabaco («тютюн»), Batata («солодка картопля») і Juracán («Ураган»), увійшли в іспанську та англійську мови.
Таїно були історичними ворогами сусідніх карибських племен, і протягом більшої частини XV століття сусіди витіснили їх на північний схід Карибського басейну.

## Колумб

Друга подорож Колумба, 1493

Четверта подорож Колумба, 1503

Христофор Колумб вирушив у свою другу подорож в Америку 24 вересня 1493 року. 3 листопада 1493 року він висадився на острові, який назвав Домінікою, а 22 листопада — на Еспаньйолі і провів деякий час, досліджуючи острів і його ресурси. Він залишив Еспаньйолу 24 квітня 1494 року і прибув на острів Хуана (Куба) 30 квітня, а 5 травня — на Ямайку. Колумб дослідив південне узбережжя Хуана, перш ніж повернутися на Еспаньйолу 20 серпня. Пробувши деякий час на заході острова, він, нарешті, повернувся в Іспанію.
Колумб повернувся на Ямайку під час свого четвертого плавання в Америку. Він плавав по Карибському басейну майже рік, поки буря не винесла його кораблі на узбережжі в районі нинішньої Сент-Енн-Бей, Ямайка, 25 червня 1503 року.
Рік Колумб і його люди сиділи на мілинах Ямайки. Іспанець Дієго Мендес і деякі місцеві жителі вирушили на каное на Еспаньйолу за допомогою. Губернатор острова, Ніколас де Овандо-і-Касерес, вороже ставився до Колумба і перешкоджав зусиллям із порятунку його людей. У той же час Колумб нібито справив враження на тубільців, передбачивши місячне затемнення 29 лютого 1504 року, за допомогою розрахунків німецького астронома Регіомонтана. Допомога, нарешті, прибула від губернатора 29 червня 1504 року, Колумб і його люди прибули в Санлукар-де-Баррамеда 7 листопада 1504 року.

## Колонія Севілья

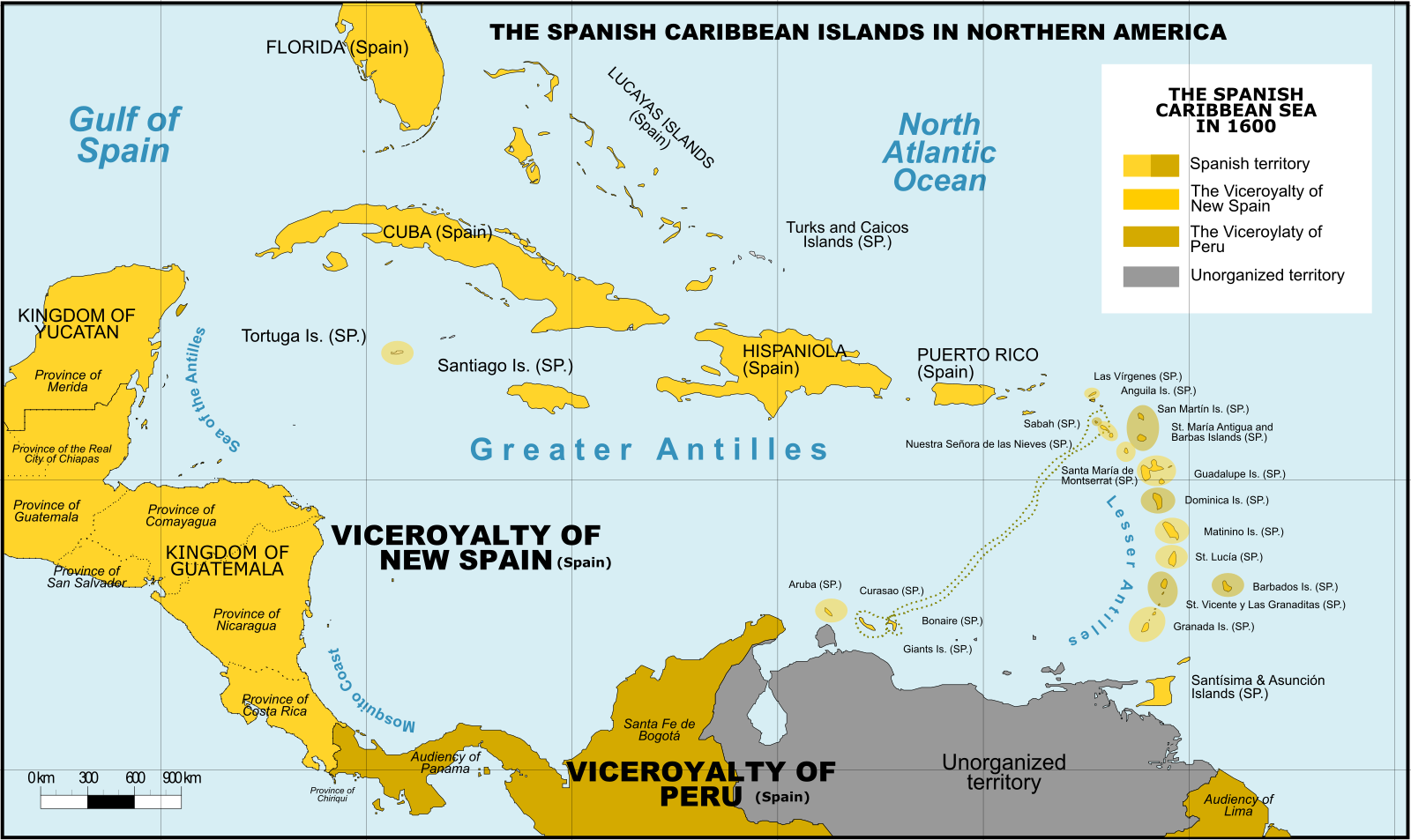
Європейські колонії в Карибському басейні до 1600 року

Іспанська імперія почала своє офіційне управління Ямайкою в 1509 році, з формальної окупації острова конкістадором Хуаном де Есківелем і його людьми. Есківель супроводжував Колумба в його другій подорожі до Америки в 1493 році і брав участь у вторгненні на Еспаньйолу. Десять років потому чернець Бартоломе де лас Касас писав іспанським властям про різанину місцевого населення, проведену Есківелем в 1503 році.
Перше іспанське поселення на острові було засновано в 1509 році недалеко від затоки Святої Анни і було названо Севілья. У 1534 році поселенці переїхали на нове, більш здорове місце, яке вони назвали Вілья-де-ла-Вега, яке англійці згодом перейменували у Спаніш-Таун. Це селище служило столицею іспанської та англійської влади до 1872 року, коли столиця була перенесена в Кінгстон.
Іспанці жорстоко експлуатували місцеве населення, і багато хто з жителів загинули протягом п'ятдесяти років європейського панування. Згодом дефіцит корінного населення і робочих рук було вирішено активним завезенням африканських рабів. Розчаровані відсутністю золота на острові, іспанці головним чином використовували Ямайку як військову базу для постачання експедицій з освоєння Північної та Південної Америки.
Іспанські колоністи не привезли з собою жінок, тому вони почали брати собі наложниць із місцевих таїно, у результаті чого народжувалися діти-метиси. Сексуальне насильство над жінками таїно з боку іспанців також мало широке розповсюдження.
Таїно називали свій острів "Xaymaca", що в іспанській вимові перетворилося в «Ямайка». У так званій Картці адмірала 1507 року острів був відзначений як «Jamaiqua».

## Англійське завоювання
Наприкінці 1654 року Олівер Кромвель сформував армаду проти колоній Іспанії в Карибському морі. У квітні 1655 року генерал Роберт Венейблс очолив армаду під час атаки на іспанський форт у Санто-Домінго, Гаїті. Тим не менш, іспанці відбили цю погано підготовлену атаку, відому як «облога Санто-Домінго», і англійські війська незабаром були знищені епідемією.
Ослаблені хворобою, яка перебігала з гарячкою, і шукаючи легкої перемоги після поразки в Санто-Домінго, англійці вирішили атакувати єдиний іспанський острів Вест-Індії, який не мав оборонних споруд, — Ямайку. У травні 1655 року близько 7000 англійських солдатів, висадилися біля Вілья-де-ла-Вега. Нечисленним іспанським солдатам і поселенців острова не вдалося організувати опору, і Ямайка була зайнята британцями.
У наступні роки Іспанія неодноразово намагалася повернути Ямайку, і в 1657 році англійський губернатор Ямайки Вільям Брейн надав піратам базу в Порт-Роялі, щоб вони допомагали захистити острів від іспанських атак. Іспанія так ніколи і не відбила Ямайку, зазнавши поразки в битвах при Очо-Ріос у 1657 році і при Ріо-Нуево в 1658 році. Англійці вважали Ямайку «кинджалом, направленим у серце Іспанської імперії», хоча насправді острів мав для них лише економічне значення.